# Talk show (película)
Talk show es una película de comedia peruana, dirigida por Sandro Ventura, bajo la productora 1405 Comunicaciones, y estrenada en el año 2006. Juega con el estilo televisivo y con personajes estereotipados, descomponiéndolos e ironizando sobre lo cotidiano y sobre como esto puede afectar sus vidas. Está  protagonizada antagónicamente por Fiorella Rodríguez junto a Gonzalo Revoredo, acompañados de los roles principales de Miguel Torres-Bohl, Karina Calmet, Roger del Águila y Karen Dejo.
La película sigue la historia de seis personajes que se enfrentan durante una noche de viernes a una serie de situaciones y dilemas, mientras sus preocupaciones y secretos poco a poco son revelados por una cámara que parece espiar cada uno de sus actos, hasta el punto de hacerlos confesar sus propias debilidades. Esto hace que confluyan en un mismo escenario temas que van desde la tragedia hasta la comedia, como si fuera un programa de talk show.
La filmación de esta película se inició en noviembre del año 2005 extendiéndose hasta comienzos del año 2006. Talk show se estrenó en el Perú en el año 2006.

## Sinopsis
Jorge (Gonzalo Revoredo) no tendrá un buen día. Tendrá que pelear con su madre y su dominadora esposa Jimena (Fiorella Rodríguez). Y todo durante su primer aniversario de matrimonio. Además, Jimena recibirá la sorpresiva visita de su amiga Cecilia (Karina Calmet), una joven y misteriosa viuda. Estando en la oficina de Jorge, Pablo (Roger del Águila), uno de sus trabajadores, ayudará al tímido Tereso (Miguel Torres-Bohl) a conquistar el amor de Carla (Karen Dejo), la sensual secretaria de la oficina.

## Argumento
Jimena es una esposa dominante y excéntrica que mantiene sometido a su esposo Jorge, un próspero empresario que se esmera por complacer siempre sus caprichos. Jimena vive encerrada por voluntad propia en su enorme casa a la que convierte en su fortaleza. Allí manda, domina y se vuelve cada vez más fuerte. El principal perjudicado con la personalidad de Jimena es Jorge, un tipo aparentemente ganador que vive sometido por las mujeres de su vida: lo que también incluye a su madre. 
Justamente esa noche de viernes, Jorge y Jimena se preparan para celebrar su primer aniversario de matrimonio. Un evento que Jimena prepara con sumo detenimiento y que se ve interrumpido primero por la llamada de su «querida» suegra y luego por la inesperada visita de Cecilia, una antigua amiga que reaparece, luego de superar la trágica muerte de su esposo. Alejadas por sus respectivos matrimonios, el reencuentro pronto estará aderezado por alcohol, cigarrillos, confesiones inesperadas y muchas situaciones de locura. 
Mientras tanto, Jorge también debe de lidiar con los empleados de su oficina: el problema principal lo tiene Tereso, un inocente y tonto asistente que se convierte en el principal punto de las bromas de Pablo, un tipo mujeriego, divertido y sumamente descarado. Muy cerca a ellos está Carla, la sensual y coqueta secretaria, quien es objeto del deseo de toda la oficina. Para Tereso, Carla es una mujer inalcanzable, pero Pablo no piensa eso y se convierte en su mentor para conquistarla. 
Todo esto da inicio a una serie de conflictos y giros inesperados que hace que los protagonistas tomen las decisiones correctas ante problemas aparentemente simples y cotidianos, pero que se convertirán pronto en decisiones decisivas para sus vidas.

## Reparto
- Fiorella Rodríguez como Jimena.
- Karina Calmet como Cecilia.
- Gonzalo Revoredo como Jorge.
- Roger del Águila como Pablo.
- Karen Dejo como Secretaria Carla.
- Miguel Torres-Bohl como Tereso.
- Teddy Guzmán como La esposa.
- Denise Moscol como Chica en la discoteca.
- Lizzie Puell como Actriz.
- Grecia Solano como Chica en la playa.
- Melissa Sosa como Empresaria.
- Julio Peña como Doctor.
- Brunella Cano como Camarera.
- Alain Ventura como Estudiante.
- Juan Carlos Rodríguez como Vigilante.
- Mary Mae como Érika.
- Pedro Suárez-Vértiz como Él mismo.
- 6 Voltios como Ellos mismos.

## Banda sonora
- «Talkshow», escrita e interpretada por Pedro Suárez-Vértiz.
- «Como las mariposas», escrita e interpretada por Pedro Suárez-Vértiz.[2]
- «No llores más, morena», escrita e interpretada por Pedro Suárez-Vértiz.
- «Hey», escrita e interpretada por Pedro Suárez-Vértiz.
- «Rara soledad», escrita e interpretada por Pedro Suárez-Vértiz.
- «El triunfo tan soñado», escrita e interpretada por Pedro Suárez-Vértiz.
- «Buscando razón», escrita e interpretada por Pedro Suárez-Vértiz.
- «Bailar», escrita e interpretada por Pedro Suárez-Vértiz.
- «Una llamada», escrita por Roger del Águila y Gianina Picatoste, interpretada por Dos Vírgenes.
- «Nunca», escrita por Alexis Korfiatis, interpretada por 6 Voltios.
- «Por ti», escrita por Alexis Korfiatis, interpretada por 6 Voltios.